# Naresuan
Naresuan (en tailandés: นเรศวร; 1555-1605), también conocido como Naresuan el grande o Si Sanphet II (สมเด็จพระศรีสรรเพ็ชญ์ที่ 2) o Ong Dam, fue un rey de Tailandia, hijo del rey Maha Thammaracha y de la princesa Visutkasattri. Reinó entre 1590 y 1605.

## Biografía
Naresuan nació en 1555, hijo del rey Maha Thammaracha y de la princesa Visutkasattri.